# Peter Crouch
Peter Crouch (nascut a Macclesfield, Anglaterra el 30 de gener del 1981) és un futbolista professional, que actualment juga de davanter al Stoke City FC.

## Trajectòria
De la pedrera del Tottenham Hotspur FC, on no arribà a debutar, en el 2001 fitxa pel QPR, després d'un bon any, on marca 10 gols en Lliga, és venut al Portsmouth FC per 1.25 milions de lliures a causa del descens del QPR. L'any següent, després de marcar 18 gols en 37 partits és comprat pel Aston Villa, on roman 2 anys, amb cessió al Norwich City en la 2003-04. Fitxa pel Southampton en la 2004-05, després d'un bon any, fitxa pel Liverpool FC, on en 3 anys mai no fou titular indiscutible -encara que va rendir a bon nivell-, torna al Portsmouth FC per a la temporada 2008-2009 i en el mercat d'estiu de 2009 fou fitxat pel Tottenham Hotspur FC per deu milions de lliures esterlines, uns quinze milions d'euros.

## Internacional
Ha estat internacional amb la selecció de futbol d'Anglaterra en 30 ocasions i ha marcat 14 gols.

### Participacions en Copes del Món
| Mundial                        | Seu      | Resultat    |
| ------------------------------ | -------- | ----------- |
| Copa Mundial de Futbol de 2006 | Alemanya | 4° de final |

## Clubs
| Club                 | País       | Any         |
| -------------------- | ---------- | ----------- |
| Tottenham Hotspur FC | Anglaterra | 1998 - 2000 |
| Dulwich Hamlet F.C.  | Anglaterra | 2000        |
| IFK Hässleholm       | Suècia     | 2000        |
| Queens Park Rangers  | Anglaterra | 2000 - 2001 |
| Portsmouth FC        | Anglaterra | 2001 - 2002 |
| Aston Villa          | Anglaterra | 2002 - 2004 |
| Norwich City         | Anglaterra | 2003        |
| Southampton FC       | Anglaterra | 2004 - 2005 |
| Liverpool FC         | Anglaterra | 2005 - 2008 |
| Tottenham Hotspur FC | Anglaterra | 2008 - 2011 |
| Stoke City FC        | Anglaterra | 2011-       |

## Palmarès

### Campionats nacionals
| Títol                        | Club         | País       | Any         |
| ---------------------------- | ------------ | ---------- | ----------- |
| Football League Championship | Norwich City | Anglaterra | 2003 - 2004 |
| FA Cup                       | Liverpool FC | Anglaterra | 2006        |
| Community Shield             | Liverpool FC | Anglaterra | 2006        |